# Il court, il court, le furet
Il court, il court, le furet est une chanson enfantine très connue en France et au Québec.
C'est une rengaine associée au jeu traditionnel dit du furet. De fait, on utilise l'expression « Il court, il court, le furet » ou on en sifflote l'air pour signaler de manière complice et humoristique qu'on fait chercher un objet ou une idée, ou encore qu'on fait effectuer une action inutile à quelqu'un.

## Paroles

### Version courante
1.

Il court, il court, le furet

Le furet du bois, mesdames,

Il court, il court, le furet

Le furet du bois joli.

Il est passé par ici

Le furet du bois, mesdames

Il est passé par ici

Le furet du bois joli.

2.

Il court, il court, le furet

Le furet du bois, mesdames,

Il court, il court, le furet

Le furet du bois joli.

Il repassera par là

Le furet du bois, mesdames

Devinez s'il est ici

Le furet du bois joli.

3.

Il court, il court, le furet

Le furet du bois, mesdames,

Il court, il court, le furet

Le furet du bois joli.

Le furet est bien caché

Le furet du bois, mesdames,

Pourras-tu le retrouver ?

Le furet du bois joli.

### Autre version
(Refrain :)

Il court, il court, le furet

Le furet du bois, mesdames,

Il court, il court, le furet,

Le furet du bois joli.

Il est passé par ici,

Il repassera par là.

(Refrain :)

Il court, il court, le furet

Le furet du bois, mesdames,

Il court, il court, le furet,

Le furet du bois joli.

## Musique
La partition est la suivante :

## Interprétation en tant que contrepèterie
Du fait que cette chanson s'adresse particulièrement aux Dames et qu'au XVIIIe siècle, seules les femmes nobles pouvaient être appelées « Madame »[réf. nécessaire], elle est parfois interprétée comme une contrepèterie raillant le cardinal Guillaume Dubois, principal ministre du régent, le duc Philippe d'Orléans : « Il fourre, il fourre, le curé Dubois joli… ». Il s'agirait plus d'une attaque contre la politique du régent et les méthodes de l'abbé Dubois auprès des dames de la cour pour se maintenir au pouvoir, qu'une attaque anticléricale,.
Du fait que sous l'Ancien régime, le crime de lèse-majesté pouvait mener l'auteur en prison, à la Bastille, plusieurs experts[Lesquels ?] considèrent que ce n'est pas une coïncidence : dans les chansons françaises « pour enfants », le double sens paillard caché par une contrepèterie ou par l'utilisation d'expressions désuètes est la règle, non l'exception.
Cette interprétation de la chanson en tant que contrepèterie désignant le cardinal Dubois est toutefois douteuse, car elle ne semble attestée que dans des ouvrages et documents récents, le plus ancien étant un enregistrement de 1969.